# Valprivas
Valprivas est une commune française de l'ancien pays du Velay, située dans le département de la Haute-Loire, à la frontière du département de la Loire.

## Géographie

### Localisation
La commune de Valprivas se trouve dans le département de la Haute-Loire, en région Auvergne-Rhône-Alpes.
Elle se situe à 58 km par la route du Puy-en-Velay, préfecture du département, à 33 km d'Yssingeaux, sous-préfecture, et à 10 km de Bas-en-Basset, bureau centralisateur du canton de Bas-en-Basset dont dépend la commune depuis 2015 pour les élections départementales.
Les communes les plus proches sont : 
Tiranges (4,4 km), Boisset (5,0 km), Bas-en-Basset (5,1 km), Saint-Hilaire-Cusson-la-Valmitte (6,4 km), Saint-André-de-Chalencon (7,2 km), Beauzac (7,2 km), Merle-Leignec (7,3 km), Solignac-sous-Roche (7,6 km).
| Merle-Leignec Loire |           | Saint-Hilaire-Cusson-la-Valmitte Loire |
| Boisset             | Valprivas |                                        |
| Tiranges            |           | Bas-en-Basset                          |

### Climat
Pour des articles plus généraux, voir Climat d'Auvergne-Rhône-Alpes et Climat de la Haute-Loire.
En 2010, le climat de la commune est de type climat des marges montargnardes, selon une étude du Centre national de la recherche scientifique s'appuyant sur une série de données couvrant la période 1971-2000. En 2020, Météo-France publie une typologie des climats de la France métropolitaine dans laquelle la commune est exposée à un climat de montagne ou de marges de montagne et est dans la région climatique Nord-est du Massif Central, caractérisée par une pluviométrie annuelle de 800 à 1 200 mm, bien répartie dans l’année.
Pour la période 1971-2000, la température annuelle moyenne est de 9 °C, avec une amplitude thermique annuelle de 16 °C. Le cumul annuel moyen de précipitations est de 851 mm, avec 9,4 jours de précipitations en janvier et 7,3 jours en juillet. Pour la période 1991-2020, la température moyenne annuelle observée sur la station météorologique de Météo-France la plus proche, « Tiranges », sur la commune de Tiranges à 4 km à vol d'oiseau, est de 10,6 °C et le cumul annuel moyen de précipitations est de 758,9 mm,. Pour l'avenir, les paramètres climatiques de la commune estimés pour 2050 selon différents scénarios d'émission de gaz à effet de serre sont consultables sur un site dédié publié par Météo-France en novembre 2022.

### Géologie et relief
Valprivas est une commune de moyenne montagne, au bord du plateau granitique à cordiérite de Craponne, située au nord-est de la Haute-Loire, à la limite du département de la Loire.

### Hydrographie
Le village domine la vallée de l'Andrable.

## Urbanisme

### Typologie
Au 1er janvier 2024, Valprivas est catégorisée commune rurale à habitat très dispersé, selon la nouvelle grille communale de densité à sept niveaux définie par l'Insee en 2022.
Elle est située hors unité urbaine. Par ailleurs la commune fait partie de l'aire d'attraction de Saint-Étienne, dont elle est une commune de la couronne,. Cette aire, qui regroupe 105 communes, est catégorisée dans les aires de 200 000 à moins de 700 000 habitants,.

### Occupation des sols
L'occupation des sols de la commune, telle qu'elle ressort de la base de données européenne d’occupation biophysique des sols Corine Land Cover (CLC), est marquée par l'importance des forêts et milieux semi-naturels (58,2 % en 2018), une proportion identique à celle de 1990 (58,2 %). La répartition détaillée en 2018 est la suivante : 
forêts (56,7 %), prairies (21,4 %), zones agricoles hétérogènes (19 %), milieux à végétation arbustive et/ou herbacée (1,5 %), zones urbanisées (1,4 %). L'évolution de l’occupation des sols de la commune et de ses infrastructures peut être observée sur les différentes représentations cartographiques du territoire : la carte de Cassini (XVIIIe siècle), la carte d'état-major (1820-1866) et les cartes ou photos aériennes de l'IGN pour la période actuelle (1950 à aujourd'hui).

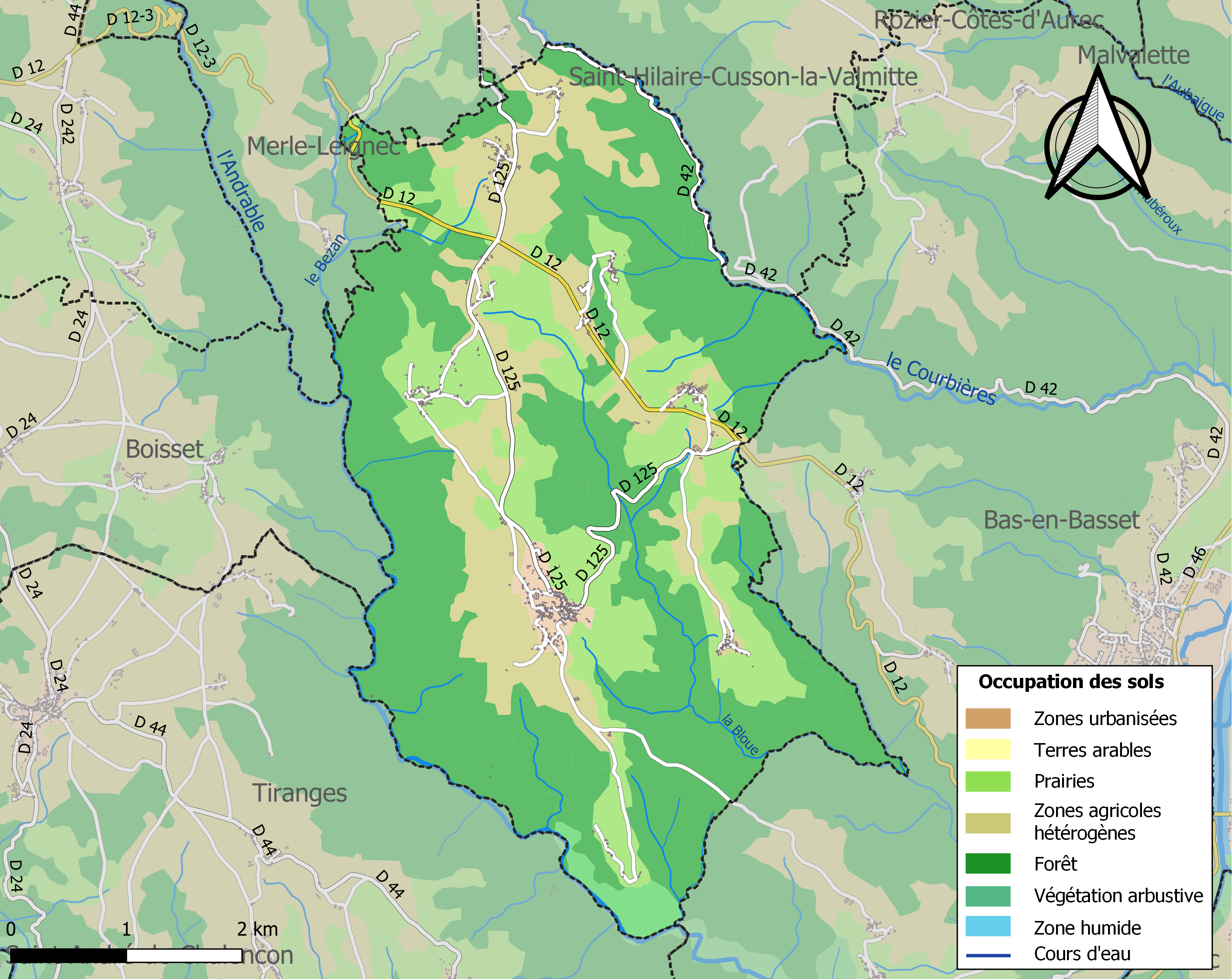
Carte des infrastructures et de l'occupation des sols de la commune en 2018 (CLC).

### Habitat et logement
En 2018, le nombre total de logements dans la commune était de 373, alors qu'il était de 360 en 2013 et de 358 en 2008.
Parmi ces logements, 62,5 % étaient des résidences principales, 29,8 % des résidences secondaires et 7,8 % des logements vacants. Ces logements étaient pour 94,9 % d'entre eux des maisons individuelles et pour 4,8 % des appartements.
Le tableau ci-dessous présente la typologie des logements à Valprivas en 2018 en comparaison avec celle de la Haute-Loire et de la France entière. Une caractéristique marquante du parc de logements est ainsi une proportion de résidences secondaires et logements occasionnels (29,8 %) supérieure à celle du département (16,1 %) et à celle de la France entière (9,7 %). Concernant le statut d'occupation de ces logements, 86,3 % des habitants de la commune sont propriétaires de leur logement (89 % en 2013), contre 70 % pour la Haute-Loire et 57,5 pour la France entière.
| Typologie                                               | Valprivas | Haute-Loire | France entière |
| ------------------------------------------------------- | --------- | ----------- | -------------- |
| Résidences principales (en %)                           | 62,5      | 71,5        | 82,1           |
| Résidences secondaires et logements occasionnels (en %) | 29,8      | 16,1        | 9,7            |
| Logements vacants (en %)                                | 7,8       | 12,4        | 8,2            |

## Histoire
Valprivas fut le fief d'Antoine Verd du Verdier, magistrat lyonnais ami des poètes de la Pléiade, qui fit aménager dans le style Renaissance le château familial.
La commune fut créée en 1850 par démembrement de la commune de Bas (aujourd'hui Bas-en-Basset).

## Politique et administration

### Découpage territorial
La commune de Valprivas est membre de la communauté de communes Marches du Velay-Rochebaron, un établissement public de coopération intercommunale (EPCI) à fiscalité propre créé le 27 décembre 2016 dont le siège est à Monistrol-sur-Loire. Ce dernier est par ailleurs membre d'autres groupements intercommunaux.
Sur le plan administratif, elle est rattachée à l'arrondissement d'Yssingeaux, au département de la Haute-Loire, en tant que circonscription administrative de l'État, et à la région Auvergne-Rhône-Alpes.
Sur le plan électoral, elle dépend du canton de Bas-en-Basset pour l'élection des conseillers départementaux, depuis le redécoupage cantonal de 2014 entré en vigueur en 2015, et de la première circonscription de la Haute-Loire   pour les élections législatives, depuis le redécoupage électoral de 1986.

### Liste des maires
| Période                                  | Période   | Identité          | Étiquette | Qualité |
| ---------------------------------------- | --------- | ----------------- | --------- | ------- |
| Les données manquantes sont à compléter. |           |                   |           |         |
| mars 2001                                | mars 2008 | Guy Fonton        |           |         |
| mars 2008                                | 2020      | René Pascal       |           |         |
| 2020                                     | En cours  | Claudine Liothier |           |         |

## Population et société

### Démographie

#### Évolution démographique
L'évolution du nombre d'habitants est connue à travers les recensements de la population effectués dans la commune depuis 1851. Pour les communes de moins de 10 000 habitants, une enquête de recensement portant sur toute la population est réalisée tous les cinq ans, les populations de référence des années intermédiaires étant quant à elles estimées par interpolation ou extrapolation. Pour la commune, le premier recensement exhaustif entrant dans le cadre du nouveau dispositif a été réalisé en 2008.

En 2022, la commune comptait 540 habitants, en évolution de +8,87 % par rapport à 2016 (Haute-Loire : +0,36 %, France hors Mayotte : +2,11 %).
| 1851  | 1856  | 1861  | 1866  | 1872  | 1876  | 1881  | 1886  | 1891  |
| ----- | ----- | ----- | ----- | ----- | ----- | ----- | ----- | ----- |
| 1 433 | 1 451 | 1 475 | 1 380 | 1 307 | 1 334 | 1 350 | 1 371 | 1 244 |

| 1896  | 1901  | 1906  | 1911  | 1921  | 1926 | 1931 | 1936 | 1946 |
| ----- | ----- | ----- | ----- | ----- | ---- | ---- | ---- | ---- |
| 1 186 | 1 203 | 1 100 | 1 115 | 1 012 | 929  | 922  | 901  | 714  |

| 1954 | 1962 | 1968 | 1975 | 1982 | 1990 | 1999 | 2006 | 2008 |
| ---- | ---- | ---- | ---- | ---- | ---- | ---- | ---- | ---- |
| 627  | 560  | 461  | 405  | 300  | 356  | 401  | 472  | 492  |

| 2013 | 2018 | 2022 | - | - | - | - | - | - |
| ---- | ---- | ---- | - | - | - | - | - | - |
| 483  | 522  | 540  | - | - | - | - | - | - |

#### Pyramide des âges
La population de la commune est relativement âgée.
En 2018, le taux de personnes d'un âge inférieur à 30 ans s'élève à 29,9 %, soit en dessous de la moyenne départementale (31 %). À l'inverse, le taux de personnes d'âge supérieur à 60 ans est de 32,4 % la même année, alors qu'il est de 31,1 % au niveau départemental.
En 2018, la commune comptait 266 hommes pour 256 femmes, soit un taux de 50,96 % d'hommes, légèrement supérieur au taux départemental (49,13 %).
Les pyramides des âges de la commune et du département s'établissent comme suit.
| Hommes | Classe d’âge | Femmes |
| ------ | ------------ | ------ |
| 0,0    | 90 ou +      | 0,4    |
| 6,4    | 75-89 ans    | 8,2    |
| 25,6   | 60-74 ans    | 24,2   |
| 23,3   | 45-59 ans    | 19,5   |
| 15,8   | 30-44 ans    | 16,8   |
| 14,7   | 15-29 ans    | 11,3   |
| 14,3   | 0-14 ans     | 19,5   |

| Hommes | Classe d’âge | Femmes |
| ------ | ------------ | ------ |
| 0,9    | 90 ou +      | 2,5    |
| 8,4    | 75-89 ans    | 11,7   |
| 20,4   | 60-74 ans    | 20,5   |
| 21,3   | 45-59 ans    | 20,3   |
| 16,8   | 30-44 ans    | 16,3   |
| 15,2   | 15-29 ans    | 13,2   |
| 17     | 0-14 ans     | 15,6   |

## Économie

### Revenus
En 2018, la commune compte 216 ménages fiscaux, regroupant 510 personnes. La médiane du revenu disponible par unité de consommation est de 21 580 € (20 800 € dans le département).

### Emploi
| Division       | 2008  | 2013  | 2018  |
| -------------- | ----- | ----- | ----- |
| Commune        | 3 %   | 5,1 % | 6,4 % |
| Département    | 6,3 % | 7,7 % | 7,7 % |
| France entière | 8,3 % | 10 %  | 10 %  |

En 2018, la population âgée de 15 à 64 ans s'élève à 312 personnes, parmi lesquelles on compte 77,6 % d'actifs (71,2 % ayant un emploi et 6,4 % de chômeurs) et 22,4 % d'inactifs,. Depuis 2008, le taux de chômage communal (au sens du recensement) des 15-64 ans est inférieur à celui de la France et du département.
La commune fait partie de la couronne de l'aire d'attraction de Saint-Étienne, du fait qu'au moins 15 % des actifs travaillent dans le pôle,. Elle compte 48 emplois en 2018, contre 57 en 2013 et 50 en 2008. Le nombre d'actifs ayant un emploi résidant dans la commune est de 227, soit un indicateur de concentration d'emploi de 21,1 % et un taux d'activité parmi les 15 ans ou plus de 56,9 %.
Sur ces 227 actifs de 15 ans ou plus ayant un emploi, 40 travaillent dans la commune, soit 18 % des habitants. Pour se rendre au travail, 88,1 % des habitants utilisent un véhicule personnel ou de fonction à quatre roues, 3,5 % les transports en commun, 3,9 % s'y rendent en deux-roues, à vélo ou à pied et 4,4 % n'ont pas besoin de transport (travail au domicile).

## Culture locale et patrimoine

### Lieux et monuments
- Le château, inscrit et classé partiellement au titre des monuments historiques respectivement par les arrêtés du 22 août 1949 et du 18 juillet 1994[24], dont une partie date du XIe siècle (935), fut rénové et embelli à la Renaissance. La chapelle, reconsacrée en 1493, abrite de vastes peintures inscrites à l'inventaire supplémentaire des monuments historiques, réalisées par des peintres de l'atelier de Rubens. Ce château fut un temps la propriété d'Antoine Verd du Verdier.
- Le calvaire de Chanteloube, au point culminant de la commune, où une table d'orientation permet de découvrir un panorama exceptionnel allant du Massif du Pilat, par les monts du Forez et du Velay jusqu'aux Cévennes, au Gévaudan et à la chaîne des Puys.

### Personnalités liées à la commune
- Antoine du Verdier (1544-1600), lieutenant général du royaume pour le Lyonnais, ami des poètes de la Pléiade et auteur de la première Bibliographie en langue françoise[25]. Propriétaire du château de Valprivas
- Carl de Nys, religieux et musicologue français, mort le 4 avril 1996 à Valprivas. Une place du village porte son nom.